# Gutshaus Kaltenhausen

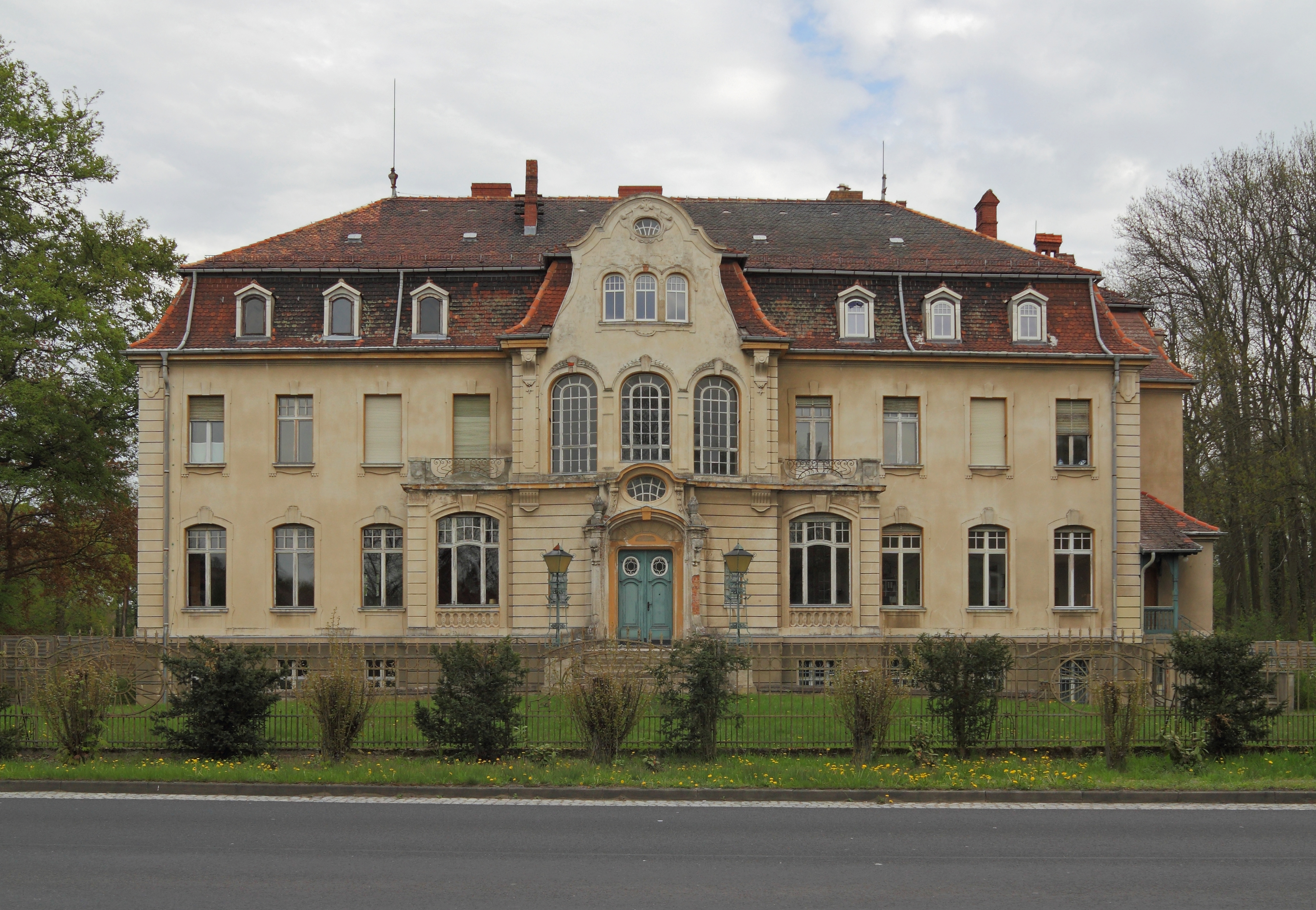
Gutshaus Kaltenhausen

Das Gutshaus Kaltenhausen ist ein denkmalgeschütztes Herrenhaus in Kaltenhausen, einem Wohnplatz des Ortsteils Kloster Zinna der Stadt Jüterbog im Landkreis Teltow-Fläming im Land Brandenburg.

## Lage
Die Bundesstraße 101 führt von Norden kommend in südlicher Richtung durch den Wohnplatz. Er befindet sich am nördlichen Rand der 1764 von König Friedrich II. gründeten Weberkolonie. Die B 101 trennt den Wohnplatz in zwei Bereiche: Westlich liegt der ehemalige Wirtschaftshof, während östlich das Gutshaus mit Park steht. Diese Trennung geht auf eine planmäßige Anlage zurück, die auf einem Plan zum Etablissement beim Amt Zinna und des Erbpachtvorwerks Kaltenhausen aus der Zeit um 1770/1775 erkennbar ist.

## Geschichte
Im Jahr 1832 erwarb die Familie Bohnstedt das Gut und wandelte es in einen kreistagfähigen Rittersitz um, dem Besitzer stand ein Sitz im Kreistag zu. 1860 wurde der Rittergutsbesitzer Bohnstedt zum Feuerlösch-Commissarius des Landkreises Jüterbog-Luckenwalde gewählt, ähnlich dem Landrat der Verwaltungsebene hier für das Feuerlöschwesen. 1879 umfasste die Besitzung 381,60 ha, davon waren 1,32 ha Waldbesitz. Zum Gut gehörte jener Zeit eine Brennerei. Vor 1904 besaß die gut situierte Familie Otto Bohnstedt bei Tsaabis, südwestlich von Otjimbingwe, in Südwestafrika eine später zerstörte Farm namens Kaltenhausen, 17000,00 ha groß. Paul Bohnstedt engagierte zu Beginn des 20. Jahrhunderts die Berliner Architekten Cremer & Wolffenstein, die in den Jahren 1902 bis 1904 ein Gutshaus errichteten. Die Kosten beliefen sich auf rund 100.000 Mark. Westlich des Gutshauses entstanden zur gleichen Zeit vier Gutsarbeiterhäuser, die die bereits bestehenden Wirtschaftsgebäude ergänzten. Die Familie Bohnstedt betrieb nicht nur Landwirtschaft, züchtete auch Pelze. Hierfür nutzen sie einen Teich im Park, in dem Nutrias gehalten wurden. Ende der 1920er Jahre, kurz vor der großen Wirtschaftskrise, beinhaltete das Rittergut Kaltenhausen Zinna 385,00 ha.
Nach dem Zweiten Weltkrieg wurden die Besitzer enteignet und die SMAD richtete ein Versorgungsamt im Gutshaus ein, die 1946 an die Deutsche Saatgutgesellschaft übergeben. Im Jahr 1950 gründete sich das VEG Kaltenhausen und nutzte das Gebäude von 1950 bis 1962 als Schule und Lehrlingswohnheim. Anschließend zog eine Grundschule ein.
Nach der Wende stand das Gutshaus einige Jahre leer und wurde ab 2004 schrittweise saniert. Es befindet sich im Jahr 2022 in Privatbesitz.

## Baubeschreibung
Das Bauwerk wurde im Stil des Neobarock erstellt besitzt zwei Geschosse und elf Achsen. Zur Straßenseite dominiert eine dreiachsige Portalzone, die durch zwei seitlich angeordnete zwei Söller ergänzt wurden. Im unteren Geschoss wurden gedrückt-segmentbogenförmige, im oberen Geschoss schlichte hochrechteckige Fenster verbaut. Das Gebäude trägt ein Mansarddach mit Dachgauben, hinter denen sich die Dienstbotenzimmer befanden. Sie waren zur Bauzeit mit einem rundbogigen Abschluss verziert. Die Hofseite war ursprünglich annähernd identisch gestaltet. Im Jahr 2020 fehlen allerdings ein Vorbau sowie eine zweiläufige Treppe. Im Innenraum ist die ursprüngliche Raumstruktur noch weitgehend vorhanden. Der Besucher gelangt durch eine Eingangshalle über eine dreiläufige Treppe in die weiteren Räume. Im Erdgeschoss gibt es den für Gutshäuser dieser Art typischen Gartensaal. Am südlichen Ende des Gutshauses stand ein Taubenhaus, das ebenfalls ein Mansarddach trug und mittig einen massiven Turm aufwies. Es ist im Jahr 2020 nicht mehr vorhanden.
Hiltrud und Carsten Preuß weisen in ihrem Werk Die Guts- und Herrenhäuser im Landkreis Teltow-Fläming auf das Gutshaus Wahlsdorf hin, das in den Jahren 1914/1915 auf Initiative des damaligen Gutsherren Otto Gustav Walter Schwietzke ebenfalls durch Cremer & Wolffenstein erstellt wurde und eine architektonische Ähnlichkeit zum Kaltenhausener Gutshaus aufweist.
Der rund drei Hektar große Gutspark mit einer Orangerie ist noch erhalten geblieben, allerdings wurde der historische Baumbestand in der Zeit reduziert, als das Gebäude als Schule genutzt wurde. Ein Findling zeigt das Grab des Bauherren Paul Bohnstedt an. Westlich des Gutshauses befindet sich der Gutshof mit Brennerei, Scheunen und Ställen aus der Zeit um 1900.